# Hyponeuma
Hyponeuma is een geslacht van vlinders van de familie spinneruilen (Erebidae), uit de onderfamilie Herminiinae.

## Soorten
- H. dantonidia Hampson
- H. denticulata Moore, 1882
- H. dubia Butler, 1881
- H. griseata Bethune-Baker, 1908
- H. taltula Schaus, 1904